# Comuna Suatu, Cluj
Suatu (în maghiară Magyarszovát) este o comună în județul Cluj, Transilvania, România, formată din satele Aruncuta, Dâmburile și Suatu (reședința).

## Istoric
Atestat documentar în anul 1213, satul are importanța turistică și istorică, fiind cunoscut pentru rezervația floralǎ unicǎ în Europa. De asemenea, în sat se afla una din cele mai vechi biserici din Transilvania, construitǎ în secolul al XIII-lea, declaratǎ monument istoric. 
În anul 2016, pe raza comunei, în satul Aruncuta s-a găsit un topor din rocă dură de bazalt, șlefuit și perforat la  dimensiunile: lungime = 105 mm, lățime = 75 mm și grosime topor = 35 mm. Orificiul pentru coada toporului are forma unui trunchi de con {pentru o mai bună fixare}, în care baza mare are 20 mm, iar baza mica 18 mm. Jumătate din cercul de la baza mică este zencuit circa 5 mm, probabil un semn distinctiv pentru o mai ușoară identificare a toporului de către proprietarul din neolitic. 

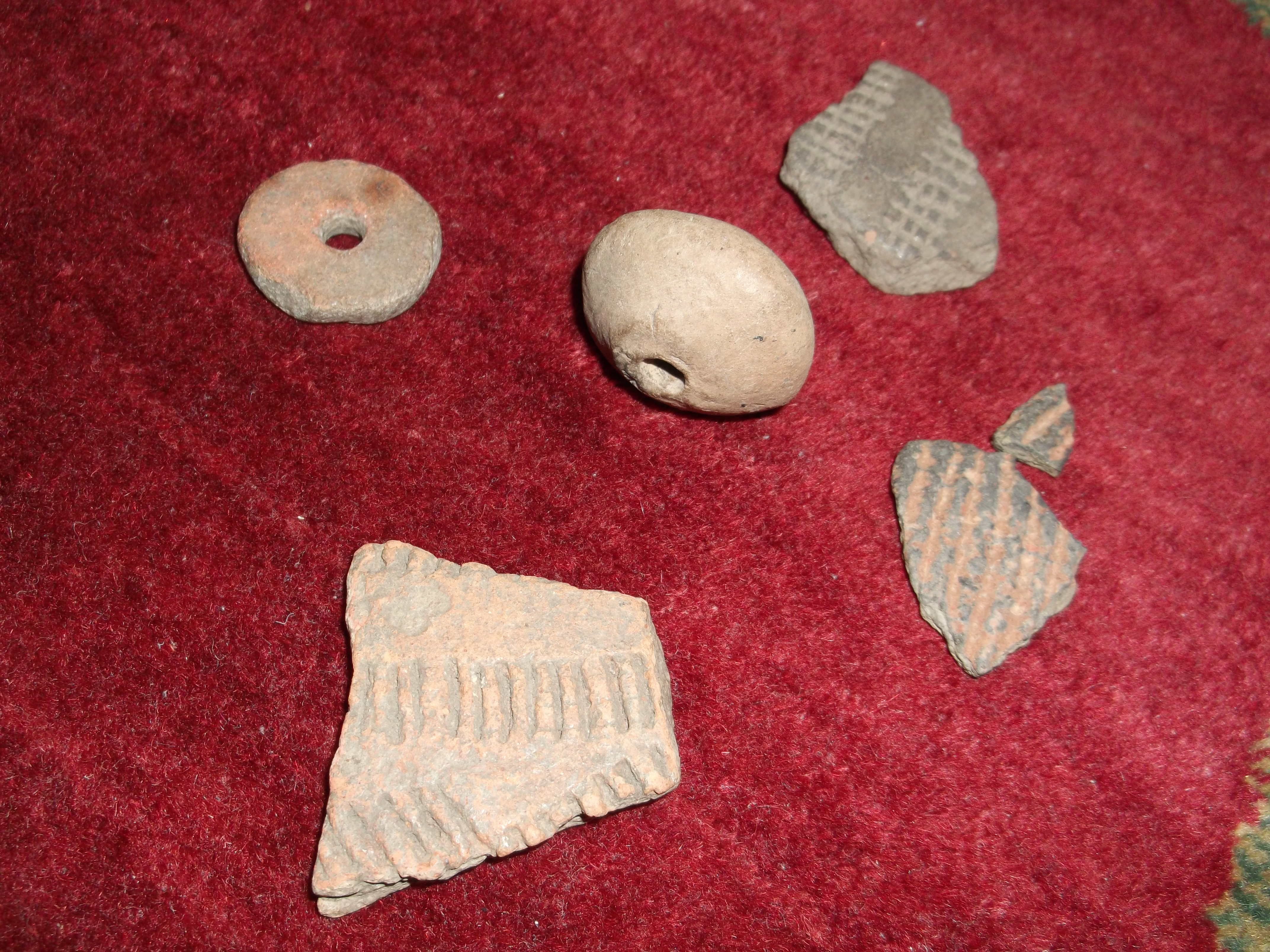
Obiecte din neolitic găsite pe raza comunei în anul 2011 d.C. - fragmente ceramică și fusaiole

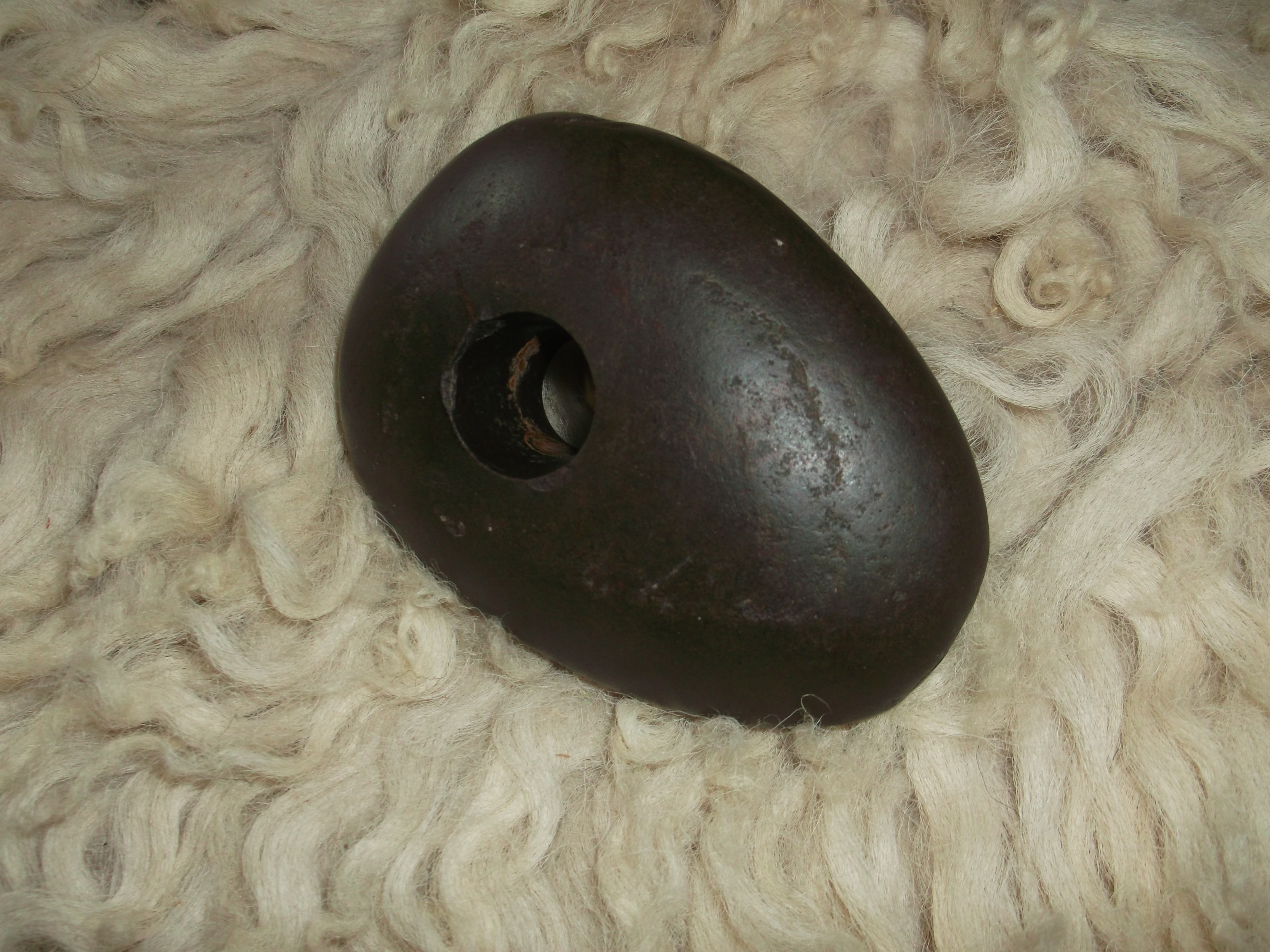
Aruncuta - topor din rocă dură de bazalt. șlefuit și perforat, din neolitic

Tot de pe teritoriul localității provine un denar de la Septimius Severus. Satul are și o importantă economică prin lacul de acumulare populat cu pește, în care se practicǎ pescuitul sportiv.
În Evul Mediu, Suatu a fost un sat preponderent maghiar, aparținând domeniului latifundiar din Unguraș. Satul Suatu s-a format prin unificarea satelor Suatu de Sus și Suatu de Jos.
În primăvara anului 1966, în comuna Suatu a fost descoperit în grădina casei nr. 348 un tezaur format din 1.303 monede de argint, aflate într-un vas de lut care s-a păstrat parțial. Vasul este lucrat cu roata, dintr-o pastă fină, puternic arsă. Pereții lui sunt subțiri, de 0,5 cm grosime, neornamentați și în ruptură prezintă două straturi de culoare roșie deschisă, cel interior de culoare cenușie. În interior, vasul este acoperit cu un strat subțire de glazură de două nuanțe: castaniu în partea de sus și verzui în partea de jos. Înălțimea vasului este de 12,5 cm, iar diametrul maxim de 12,7 cm. Vasul era acoperit cu un capac de lut ars cu diametrul de 16 cm, din care s-a păstrat un fragment. Cele 1.303 monede ale tezaurului sunt emise în perioada 1611-1648, în nu mai puțin de 8 țări sau orașe: în Transilvania 80 piese, Ungaria 9 piese, Austria o singură piesă, Polonia 1.019 piese, Elbing 95 piese, Riga 16 piese, Prusia 80 piese și Pomerania 3 piese.
Tipurile de monedă ce compun tezaurul: 1.160 piese de 1, 5 groși, respectiv 85 piese de groși mari. De asemenea, tezaurul mai cuprinde un număr de 33 monede de 3 groși, 11 monede de cite 1 gros și 14 monede a câte 6 groși. Se presupune că data îngropării tezaurului este perioada 1650-1651. Atât vasul, cât și monedele se păstrează la Muzeul din Gherla . 
Urmele romane descoperite pe teritoriul localității indică existența, foarte probabil, a două așezări rurale: în partea de hotar numită „Fânațele de Jos“, aflată la sud de pârâul Gădălin, în hotarul cu satul Căianul Mic, în urma unor cercetări de salvare, executate în anul 1987, s-au descoperit fragmente ceramice romane, care indică o locuire sporadică în acest punct. Tot în această zonă, la aproximativ 500 m de hotarul satului Căianul Mic, s-a descoperit, incidental, în 1987, un coronament de monument funerar roman, reprezentând doi lei adosați și între ei un sfinx cu mască funerară. În punctul „Dijmași“, situat pe ambele maluri ale pârâului Gădălin, în dreptul casei lui Ioan Brumar, care aparține de satul Căianul Mic, se află fragmente ceramice romane. Cele trei puncte cu descoperiri aparțin, foarte probabil unei singure așezări, dezvoltate pe valea Gădălinului. De asemenea, în centrul comunei, lângă moară, s-au descoperit substrucțiile unei clădiri și multe cărămizi romane; este posibil ca tot de aici să provină și un relief, reprezentând pe o față doi gladiatori, iar pe cealaltă, un bărbat călare. Monumentul descris pare a fi un perete de aedicula, iar ansamblul descoperirilor ar putea indica existența în acest punct a unei villa rustica. De pe teritoriul localității provine un denar de la Septimius Severus. Satul Suatu se numără printre cele 633 de localități în care s-au instalat, în anul 2008, telecentre pentru comunitățile cu acces limitat la serviciile de telefonie și internet. Un telecentru are în componență două linii de telefonie, două linii cu acces la internet și o linie de fax.

## Date geografice

Școala generalǎ - clădire cu multe încăperi și copii tot mai puțini

Comuna Suatu are în compunere trei sate: Suatu - centrul de comună, Aruncuta și Dâmburi.
Satul Suatu are o mare diversitate religioasǎ, fiind întâlnite deopotrivă confesiunea: unitarianǎ, reformatǎ, calvinistǎ, protestantǎ, catolicǎ, ortodoxǎ, greco-catolicǎ și alte culte recunoscute de lege.
Comuna este traversată de un drum asfaltat până în satul Aruncuta, având totodată o rețea de apă potabilǎ de la magistrala Cluj. În cursul anului 2012 s-a început derularea unei investiții privind canalizarea satului , iar în vara 2013 și betonarea unor ulițe din zona centrală a căror canalizare a fost finalizată.
La marginea sudicǎ a satului Suatu, spre Aruncuta, se află cătunul Nodvegi, parte componentǎ a satului Suatu și care înainte de 1989 a avut propria școalǎ generalǎ pentru clasele primare.
În satul Suatu, la intrare, în apropiere de soseaua Cluj - Reghin, se află o benzinǎrie și un hotel-restaurant.
Satul mai deține un frumos lac de acumulare populat cu pește și unde se practicǎ pescuitul sportiv.

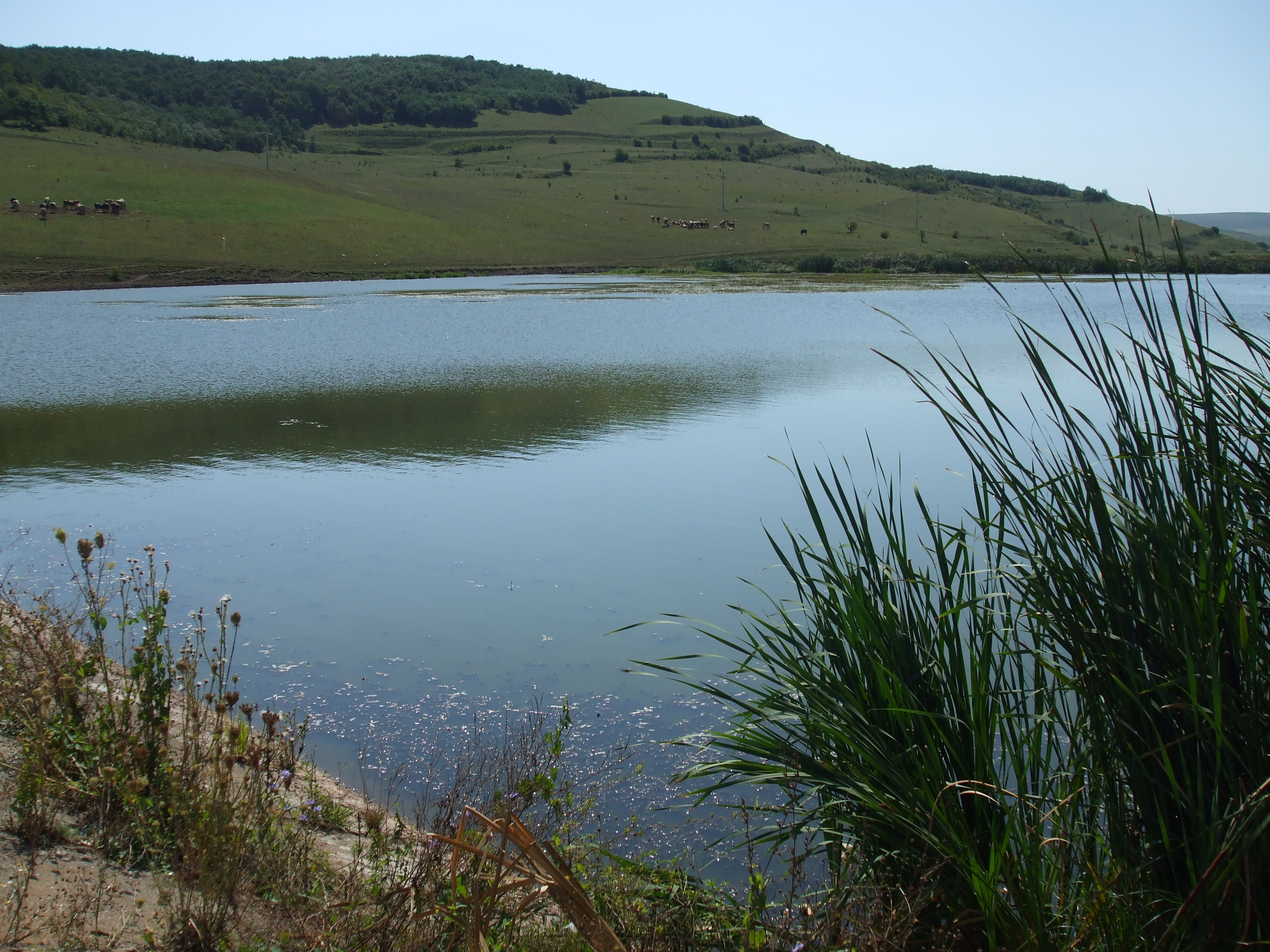
Lacul de pescuit, zona de sud-est, spre Aruncuta

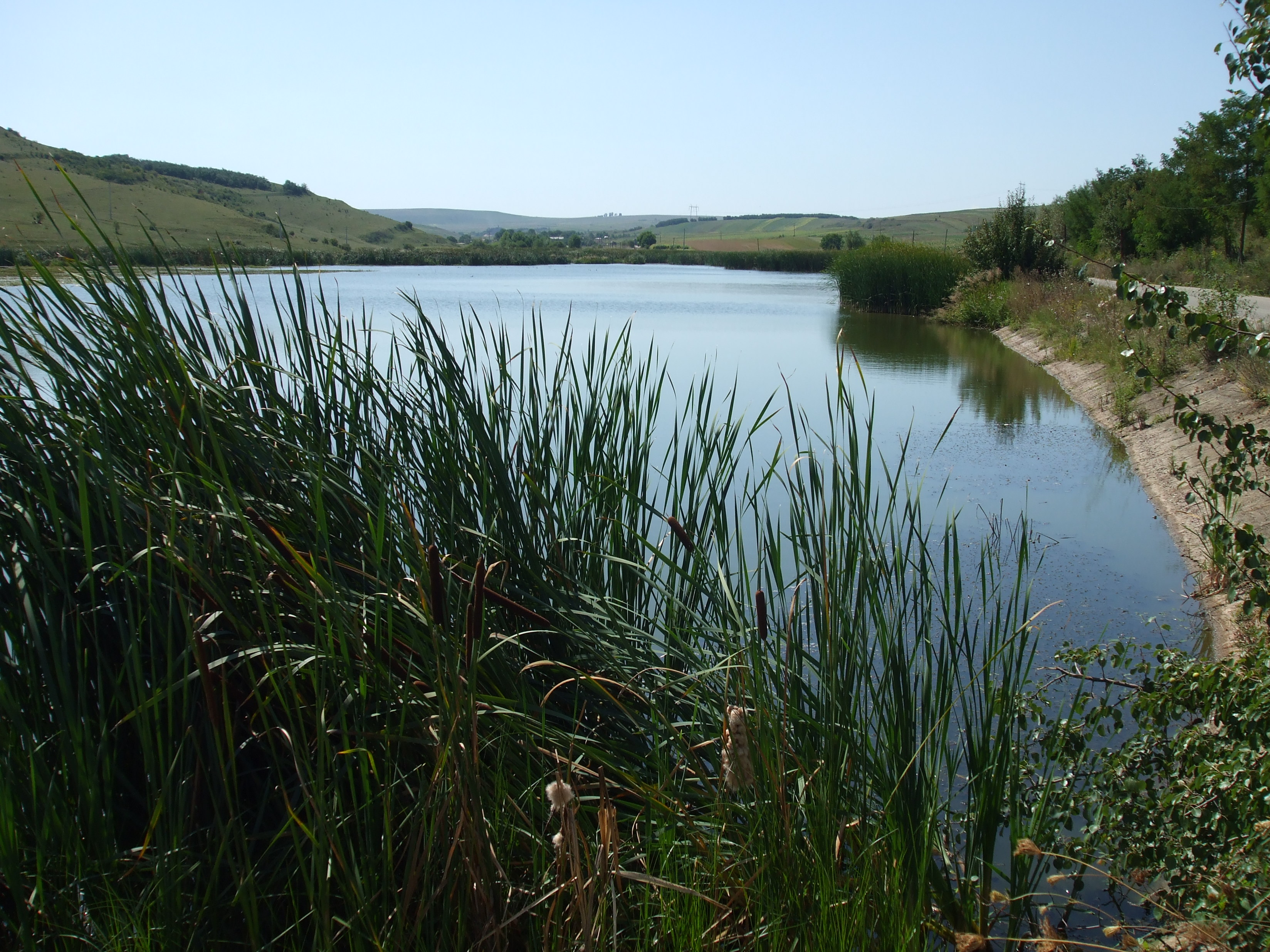

De asemenea deține o rezervație floralǎ unicǎ în Europa, respectiv o bisericǎ construitǎ în sec. XIII, declaratǎ monument istoric și o altǎ bisericǎ din sec.XVII. Pe raza comunei se aflǎ numeroase pǎsuni și pǎduri care permit atât posibilitatea dezvoltării de ferme zootehnice cât și organizarea de drumeții specifice turismului rural.
Satul Suatu se afla în partea se sud-est a judetului Cluj, la 36 km de Cluj-Napoca. Se învecineazǎ la nord cu Căianu Mic și Ghirișu Român, respectiv Mociu (nord-est) și cu satul Aruncuta în partea de sud. În partea de est se învecineazǎ cu satul Bercheșiu, iar la vest cu satul Dâmburile. Predomină cernoziomurile și solurile brune de pădure, dispuse în general în mari platouri ce oferă condiții excelente pentru cultura vegetalǎ și creșterea animalelor. Clima este boreală, cu ierni relativ geroase și primăveri reci. Vara este călduroasă, temperaturile atingând în lunile iulie și prima jumătate a lunii august circa 28-30 grade Celsius. Vânturile, în general, sunt reduse ca intensitate, iar precipitatiile sunt relativ numeroase, satul fiind una din zonele județului cu precipitații relativ mari.
Flora și fauna satului este una specifica zonei de silvostepă, predominând: salcâm, stejar, gorun, frasin, carpen etc., iar animalele frecvent întâlnite sunt: iepuri, căprioara, mistreți, pisica sălbatică, bursucul, dihorul, lupul etc. Dintre păsări menționăm graurul, stancuta, rândunica, barza, codobatura, lăstunul, coțofana etc.

## Demografie
Componența etnică a comunei Suatu
     Maghiari (41,04%)
     Români (37,31%)
     Romi (14,11%)
     Alte etnii (7,54%)
Componența confesională a comunei Suatu
     Ortodocși (32,86%)
     Unitarieni (22,94%)
     Reformați (18,75%)
     Greco-catolici (11,02%)
     Adventiști (2,32%)
     Baptiști (1,93%)
     Penticostali (1,87%)
     Alte religii (0,32%)
     Necunoscută (7,99%)
Conform recensământului efectuat în 2021, populația comunei Suatu se ridică la 1.552 de locuitori, în scădere față de recensământul anterior din 2011, când fuseseră înregistrați 1.737 de locuitori. Cei mai mulți locuitori sunt maghiari (41,04%), cu minorități de români (37,31%) și romi (14,11%). Din punct de vedere confesional, cei mai mulți locuitori sunt ortodocși (32,86%), cu minorități de unitarieni (22,94%), reformați (18,75%), greco-catolici (11,02%), adventiști (2,32%), baptiști (1,93%) și penticostali (1,87%), iar pentru 7,99% nu se cunoaște apartenența confesională.
La 31 decembrie 2013, conform fișei comunității Suatu comunicată Prefecturii Cluj, comuna Suatu număra 1699 locuitori, din care:
- maghiari, 835 locuitori;
- români, 691 locuitori;
- rromi, 160 locuitori;
- alte nationalități, 13 locuitori.

## Politică și administrație
Comuna Suatu este administrată de un primar și un consiliu local compus din 9 consilieri. Primarul, Istvan-Botond Balazs[*], de la Uniunea Democrată Maghiară din România, este în funcție din 1 noiembrie 2024. Începând cu alegerile locale din 2024, consiliul local are următoarea componență pe partide politice:
|  | Partid                                 | Consilieri | Componența Consiliului | Componența Consiliului | Componența Consiliului | Componența Consiliului |
|  | -------------------------------------- | ---------- | ---------------------- | ---------------------- | ---------------------- | ---------------------- |
|  | Uniunea Democrată Maghiară din România | 4          |                        |                        |                        |                        |
|  | Partida Romilor „Pro Europa”           | 1          |                        |                        |                        |                        |
|  | Partidul Mișcarea Populară             | 1          |                        |                        |                        |                        |
|  | Partidul Național Liberal              | 1          |                        |                        |                        |                        |
|  | Partidul Social Democrat               | 1          |                        |                        |                        |                        |
|  | Partidul Puterii Umaniste              | 1          |                        |                        |                        |                        |

### Evoluție istorică

#### Structura populației după naționalitate

O zi obișnuită de lucru în Suatu și o populație tot mai îmbătrânită

De-a lungul timpului populația comunei a evoluat astfel:

#### Structura populației după apartenența religioasă
La nivel de comună există următoarea structură confesională:
Istoricul clujean  Dumitru Suciu, în cartea "Soldați fără uniformă ; figuri de țărani români ai Landsturm-ului românesc și starea protopopiatelor ortodoxe din Transilvania după războiul național din 1848-1849", publicată la editura Argonaut din Cluj-Napoca, în 2011, la pagina 125 prezintă situația credincioșilor ortodocși din sat, astfel {cităm} :... "La Suatu păstorea Ioan Lukaci, hirotonit în 1839, are singhelie, biserică și satul n-a pațit nimic, de moarte firească au murit 7 bărbați, 6 femei, de moarte silnică 3 bărbați. În sat nu exista scoală și dascăl, trăiesc 150 gazde bărbați, 136 gazde femei, total 286, concentrate în 58 familii". Informarea întocmita de preotul Ioan Lukaci din Suatu se referă strict la sătenii ortodoxi. Se mentionează ca, în sat, nu exista scoală {confesională} pentru ortodocși, și nici dascăl, asa cum era la Școlile greco-catolice în satele transilvanene. Pentru comparație, în Aruncuta, sat apropiat, exista Școala confesională greco-catolică încă din anul 1801, când arhivele bisericești descriu despre neînțelegerile dintre preotul Iuri și dascălul Pasca din Aruncuta. Informația este importantă deoarece aflăm din surse sigure că, în perioada 1848-1849, în Suatu sătenii de naționalităti și credințe religioase diferite s-au respectat reciproc. Este posibil ca această neobisnuită liniște în acele vremuri de război civil să fi fost cauzată  și de prezenta militarilor în zonă, aflați in subordinea Grofului Karacsay Sandor din Aruncuta, care deținea, în acea vreme, funcții importante ,politice și militare, în comitatul Cluj.  
Și totuși..., din lucrarea istoricului clujean Liviu Botezan", * Pagini din istoria Comitatului rezultă că și în  Suatu au existat tensiuni sociale specifice acelor vremuri ,astfel {cităm } " Sursele documentare consemnează într-o măsură mult mai însemnată efectele apelului Consistoriului ortodox, la care se refera protopopul Procopie Prodan. Ele transpar în două documente din 6 mai. Unul constituie o scurtă scrisoare a contelui László Kormis, adresată vicecomitelui comitatului Cluj, baronul Zsigmond Inczedi. Prin ea îi aducea la cunoștință că locuitorii din Suatu de Sus și-au desemnat trei consăteni, din care doi urmau să-i reprezinte la Adunarea din 15 mai de la Blaj. Al doilea document reprezintă o dare de seamă a judelui primar Todor Crișan din același sat, înaintat tot vicecomitelui Inczedi. Primarul confirma alegerea delegaților după o slujbă religioasă, cu care ocazie preotul i-a informat pe săteni despre porunca dată de Consistoriul sibian. El preciza însă că din cei trei aleși ai satului, doi au refuzat oferta de a merge la Blaj, invocând fie sănătatea precară, fie sarcina de a strânge banii de pădure. Până la urmă s-au angajat să plece la Adunarea din 15 mai sătenii Simion Baciu și Nichita Frătian. Ei au condiționat însă plecarea de primirea a 12 florini de drum. Oamenii le-au oferit numai 10 florini, preotul fiind de acord cu hotărârea luată. În finalul informației sale primarul menționa că decizia Consitoriului i-a parvenit de la Aruncuta". Din cele prezentate mai sus rezultă că sursa informațiilor este contele Laszlo Kornis {cumnat cu groful Karacsay Sandor}, a cărei familie avea proprietați {terenuri agricole} în Aruncuta ,respectiv în actualul sat Răzoare, com. Frata, zonă agricolă ce aparținea, în 1848, de Aruncuta . Proprietățile fam. Kornis cuprindeau atat zona Răzoare {granița cu Frata} cât și pămanturile din zona de sud a satului, aflate la granița cu Soporul de Câmpie.  Așadar, familiile nobiliare aveau bune surse de informare în zonă , astfel ca eventuale tulburari sociale au fost înăbușite în fașă , adică înainte de a fi pornite... Scrisoarea judelui primar din Suatu, Todor Crisan, din aceeasi zi cu a contelui Kornis, a urmărit să protejeze țăranii delegati și, totodată, să-și justifice acțiunile întreprinse / aprobate, mentionând ca decizia de trimitere a  delegaților pentru Adunarea de la Blaj, din 15 mai 1848, i-a parvenit de la Aruncuta.     
La 31.12.2013, conform Fișa comunității Suatu, comunicata Prefecturii Cluj, comuna Suatu numara 1.699 locuitori, din care :
- ortodocși, 691 persoane ;
- unitarieni, 459 persoane;
- reformați, 376 persoane ;
- greco-catolici, 194 persoane ;
- Adventiști, 48 persoane ;
- Penticostali, 18 persoane ;
- Baptiști, 9 persoane ;
- Fără religie, 10 persoane.

## Date economice

Satul, zona centralǎ. În plan îndepǎrtat se vede Biserica unitarianǎ și Casa parohială

Conform datelor din "Recensământul general agricol 2002-2003" furnizate de catre Direcția județeană de statistică Cluj, comuna Suatu { cuprinzînd satele Aruncuta, Dâmburile și Suatu } are o suprafața agricolă de 4.986 hectare, din care utilizate efectiv 4.572 hectare. Suprafața arabilă este de 3.195 hectare, din care 46 ha. reprezintă grădini. Pășunile au o suprafața totală de 1.325 hectare. Economia este preponderent agrară și nu există deocamdatǎ o strategie clarǎ de dezvoltare cum ar fi împǎdurirea dealurilor golașe aflate în partea de nord-est a satului și a celor din Aruncuta, înființarea unor livezi de pomi fructiferi pe fostele dealuri terasate și cultivate cu vițǎ de vie în anii '70-'80, gǎsirea unor modalități de concesionare a unor terenuri pentru investiții turistice, în special terenul din jurul lacului de pescuit care are o suprafață de circa 70 hectare luciu de apă. De asemenea, deși existǎ la nivelul comunei importante obiective turistice, nu a existat și nu existǎ o strategie de promovare a acestora cum ar fi tipărirea unor simple ilustrate sau pliante. Activitatea culturală la nivel de comunǎ aceasta este practic inexistentǎ, cǎminele culturale din Suatu și Aruncuta primind alte destinații. Populația este îmbătrânită, vârsta medie apropiindu-se de 60 de ani, însa la nivel de comună nu există facilități pentru atragerea de familii tinere (concesionare teren pentru case, cabane etc.) 

Creșterea vacilor de lapte - ocupația de bază a sătenilor

 O soluție pentru reînvigorarea satului poate fi asocierea proprietarilor de terenuri, inclusiv a terenurilor administrate de Primǎrie și specializarea sǎtenilor în creșterea animalelor de lapte și carne folosind metode moderne de creștere și îngrijire (vaci de lapte, ovine, tineret ovin și bovin la îngrășat etc.), cultivarea cu preponderență a plantelor de nutreț pentru furajarea corespunzatoare a animalelor și, în special, a plantelor tehnice (sfeclă de zahăr, tutun, floarea soarelui, cartofi, căpșuni etc.), legume, cultura viței de vie și pomi fructiferi (pe terasele existente), turism rural și recreere, destinat în special grupurilor de elevi, care pot fi antrenați să învețe cǎlǎrie, schi, pescuit sportiv etc. și în organizarea a numeroase drumeții care evidențiază frumusețea naturalǎ a comunei, respectiv monumentele istorice și arheologice de pe raza comunei. Din traseele turismului rural nu poate lipsi Rezervația naturală de la Suatu în suprafațǎ de 9,2 hectare, cu vegetație de stepǎ și unde se gǎsește o plantǎ rarǎ, Astragalus Peterfi (Lintea Pratului), respectiv lacul artifial de 70 hectare, unde se practicǎ pescuitul sportiv și nici Biserica Unitarianǎ din secolul al XIII-lea ce a aparținut familiei nobiliare Suki, și unde se mai păstreazǎ celebrele steme cu lupi ale familiei. La cele menționate mai sus se adaugǎ Biserica Reformatǎ- Calvinǎ din Suatu, monument istoric, construită în anul 1682 și care adăpostește stema familiei nobiliare Bornemisza din Ineu, respectiv obiective turistice din Aruncuta, cum ar fi Biserica greco-catolică cu frumoasele picturi, cimitirul nobiliar de pe Dealul Criptei, zona arheologică Cremeniș - Ciurgău, etc.

### Recensământul general agricol 2002-2003

Suatu - Agricultura de subzistență

Situatiile statistice privind recesământul din satul Suatu , realizat în perioada 2002-2003, nu prezintă structura detaliată a populației așa cum aceasta s-a realizat în 1992, informațiile statistice referindu-se la întreaga comună {alcătuită din satele Suatu, Aruncuța și Dâmburile}.
În schimb, recensământul din decembrie 2002 și ianuarie 2003 este bogat în informații de altă natură ; astfel, conform datelor furnizate de Direcția Județeană de Statistică Cluj, în urma recensământului general agricol 2002-2003 în satul Suatu existau următoarele categorii de animale :

În drum spre casă, cu recolta de porumb

- Bovine = 950, din care vaci de lapte = 638 capete și 18 bivolițe .
- Ovine = 1.932 capete și 9 caprine ;
- Porcine = 3.781 capete ;
- Păsări de curte = 9.969 bucăți ;
- Cabaline = 197 cai și 28 măgari ;
- Iepuri = 85 bucați și 58 familii de albine ;

Numărul mare de animale raportat la populația satului indică un potențial economic relativ bun ,realizat cu multă hărnicie și pricepere. Pe de altă parte , numărul relativ mare de cabaline { aproape inexistent înainte de 1989 }, ne indică reîntoarcerea sătenilor la agricultura de subzistență din anii următori celui de-al doilea război mondial, când munca manuală era predominantă și eficiența scăzută. Această reîntoarcere în trecut a fost generată de legislația postrevoluționară care nu a ținut seama de realitățile satului românesc , politica prețurilor { în special la mașini agricole și carburanți care au crescut exponențial raportat la prețul produselor agricole } și de alți factori , în mare parte independenți de voința sătenilor .

## Lăcașuri de cult

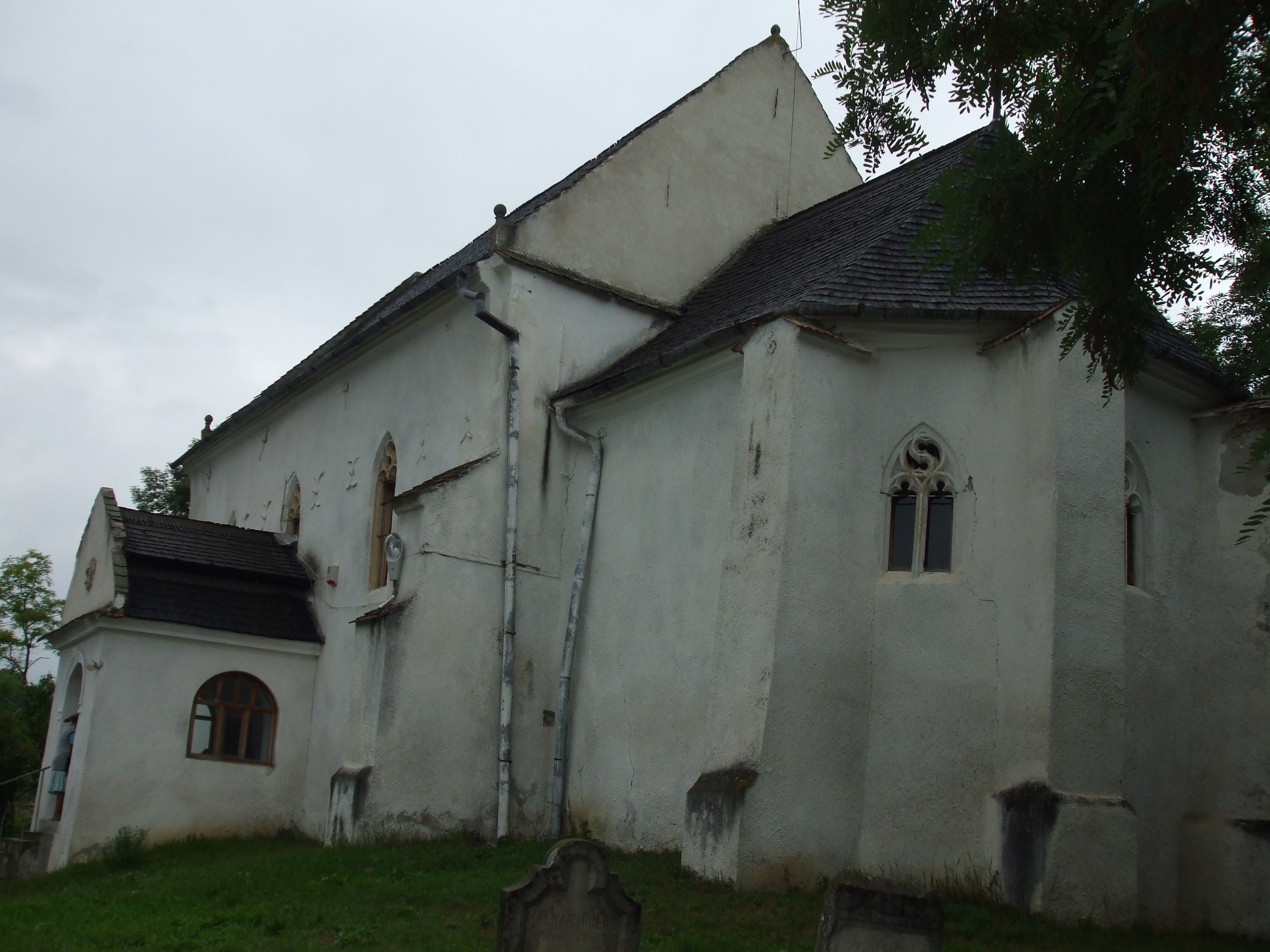
Biserica Unitariană din comuna Suatu, jud. Cluj - sec. al XIII-lea

- Pe terenul fostului sat Suatu de Sus se află Biserica unitariană din Suatu, inițial romano-catolică, din secolul al XIII-lea, în stil gotic, cu arcade și cu portalul de sud din secolul al XV-lea. Pe capitelele colonadelor se găsesc steme cu lupi ale familiei Suki. În biserica din Suatu există trei variante ale stemei cu lupi a familiei nobiliare Suki, una din acestea fiind amplasată pe biserică, la intrarea principală dinspre sud, iar celelalte două în interior.

Data construcției bisericii este necunoscută, însa se estimează că aceasta a avut loc în a doua jumatate a secolului al XIII-lea de către familia de moșieri Suki, de origine germană, venită in Transilvania în cursul secolului al XIII-lea. Datele dovedesc că deja în 1330 biserica a aparținut acestei familii. La sfârșitul secolului al XIV-lea și începutul secolului al XV-lea, în nava actuală, s-a construit un sistem de boltire gotică care se sprijină pe contraforturi cu boltare ornamentală.
În anul 1790 biserica a suferit o reparație capitală, realizată de Laszlo Suky (1741-1791), pe atunci curatorul Bisericii Unitariene și prim curator al Școlii superioare din Cluj, ultimul urmaș al celebrei familii nobiliare Suki. De altfel acesta și-a lăsat, prin testament, toată averea bisericii, devenind astfel cel mai mare binefăcător al bisericii unitariene din secolul al XVIII-lea.
- Pe terenul fostului sat Suatu de Jos se găsește Biserica Reformată-Calvină, construită în 1682. În interiorul bisericii, stema familiei nobiliare Bornemisza din Ineu (în maghiară Jenö).

## Personalități
- Liviu Victor Pandrea (1915 - 1999), preot greco-catolic, profesor în sociologie și doctor în teologie.
- Benczedi Huba Laszlo (n. 1941), dirijor;
- Andrei Bodor (1915 - 1999), istoric, traducător, profesor universitar;
- Laszlo Boer (1907 - 1972), medic, scriitor;
- Alexandru Cistelecan  {1951},  scriitor, critic literar;
- Romulus Todoran (n. 10 aprilie 1918, Suatu, Cluj, România – d. 16 ianuarie 1993, Cluj-Napoca, România), lingvist român.

## Obiective turistice

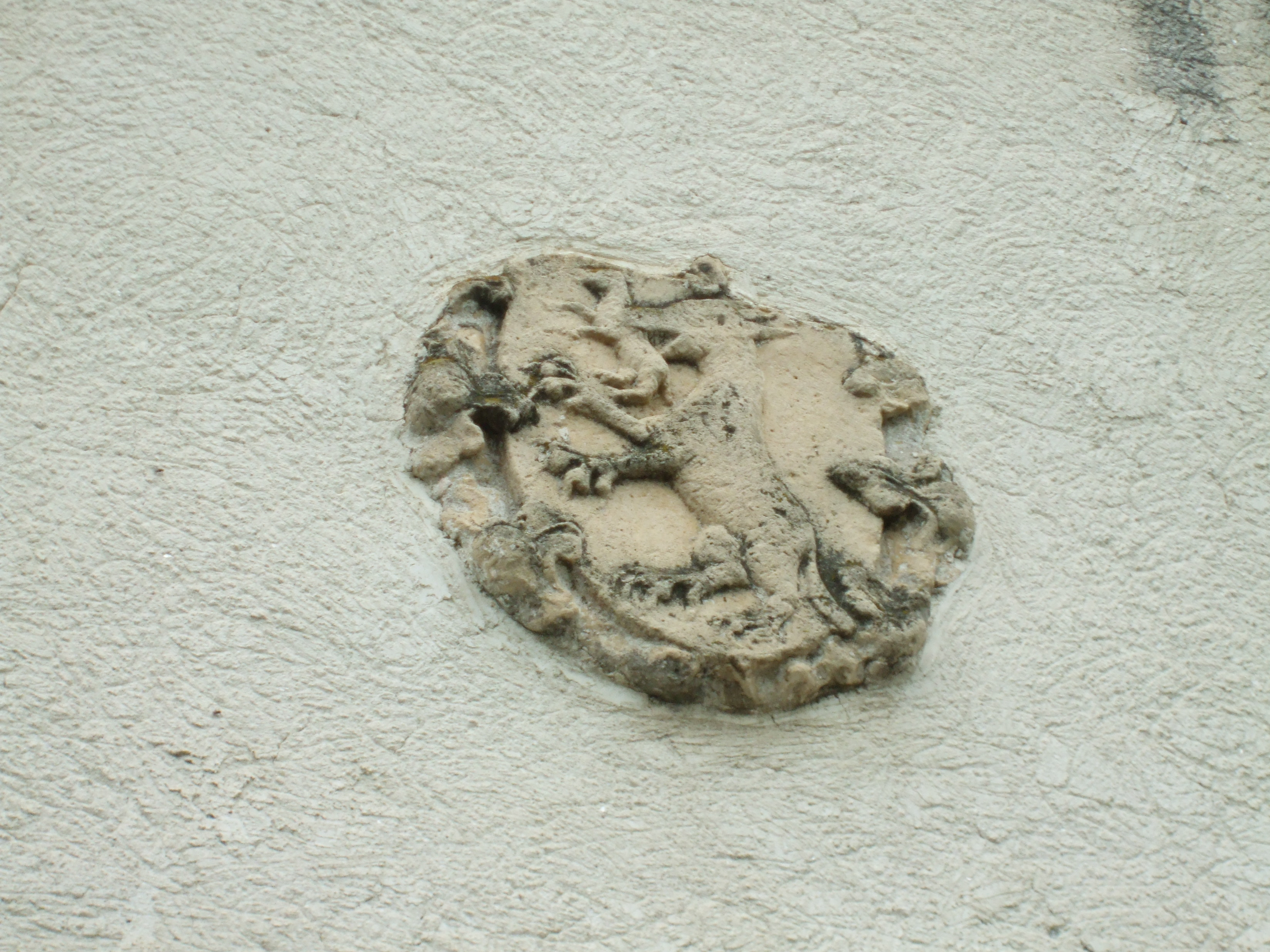
Stema cu lupi

- Rezervația naturală "Fânațele Suatu I și II" (9,2 ha), cu vegetație de stepă, unde se găsește o plantă care poate fi găsită doar aici - Astragalus peterfii (Lintea Pratului)[14]
- Căian (sit de importanță comunitară inclus în rețeaua ecologică europeană Natura 2000 în România)
- Lacul artificial (70 ha), unde se practică pescuitul sportiv.
- Biserica Unitariană, inițial romano-catolică, sec. al XIII-lea - monument istoric.
- Biserica Reformată - Calvină, sec. al XVII-lea - monument istoric.

## Galerie de imagini

Lacul de pescuit - vedere estică
Suatu - clădiri vechi și dealuri golașe !